# Villarmienzo
Villarmienzo es una localidad de la provincia de Palencia (Castilla y León, España) que pertenece al municipio de Quintanilla de Onsoña. 
Próximo al río Carrión y la histórica villa de Saldaña (a 5 km). Pertenece al municipio de Quintanilla de Onsoña, localidad de la que dista 4,5 km. 
El escritor Adam Rubalcava, en el libro Arroyo escondido, describe el pueblo de Villarmienzo así: "Pie de un castillo, la aldea: casas de barro amasado. En la placita una iglesia toda vestida de blanco. Y en la orilla un cementerio...".

## Demografía
Evolución de la población en el siglo XXI
| Gráfica de evolución demográfica de Villarmienzo entre 2000 y 2020 |
|                                                                    |
| Población de derecho (2000-2020) según el padrón municipal del INE |

## Historia
El nombre de la localidad, Villarmienzo, procedería, según el Pr. Joaquín Caridad Arias, de Villa Armentio. 
En 1352, el pueblo era un abadengo del camarero del monasterio de San Zoilo.
Cerca de Villarmienzo, no muy lejos de río Carrión, existió la localidad de Cornón de los Ortizes, que doña María de Soto y Acuña tuvo en señorío.
A la caída del Antiguo Régimen la localidad se constituye en municipio constitucional y que en el censo de 1842 contaba con 11 hogares y 57 vecinos, para posteriormente integrarse en Quintanilla de Onsoña.

## Monumentos
- Iglesia parroquial, con dos excelentes retablos, entre los que sobresale el mayor, que ha sido recientemente restaurado y que se trata de una maravillosa obra escultórica del siglo XVII, seguramente relacionada con la escuela del escultor Gregorio Fernández, en el que destacan los bajorrelieves de sus calles y cuerpo, así como los cuatro Evangelistas esculpidos en el banco.[6]

## Personalidades
- Mariano González Martín (Villarmienzo, siglo XIX), humanista. Licenciado en Filosofía y Letras en 1872.[7]

## Enlaces
- Villarmienzo

- Datos: Q6162909